# 冷战思维
冷战思维，指沿用冷战时期两大敌对的军事政治集团对抗性的思维模式而非平等协商的模式处理国际问题。

## 历史沿革
在美国蘇聯冷战期间，苏东集团对西方集团在联合国的几乎一切提案都投反对票，而不论该提案是否有利于国际社会的民权和民生问题；西方集团也以同样的手段报复，双方均未表现出协商与妥协求得问题解决的态度。
在第二次冷战时代，美国政府和官员常被中华人民共和国方面指称沿用冷战思维模式，以不友善、敌对的行为对待中华人民共和国。

## 备注
1. ↑  此文作者署名“钟声”，是《人民日报》国际评论文章所使用的笔名。